# 吳淞

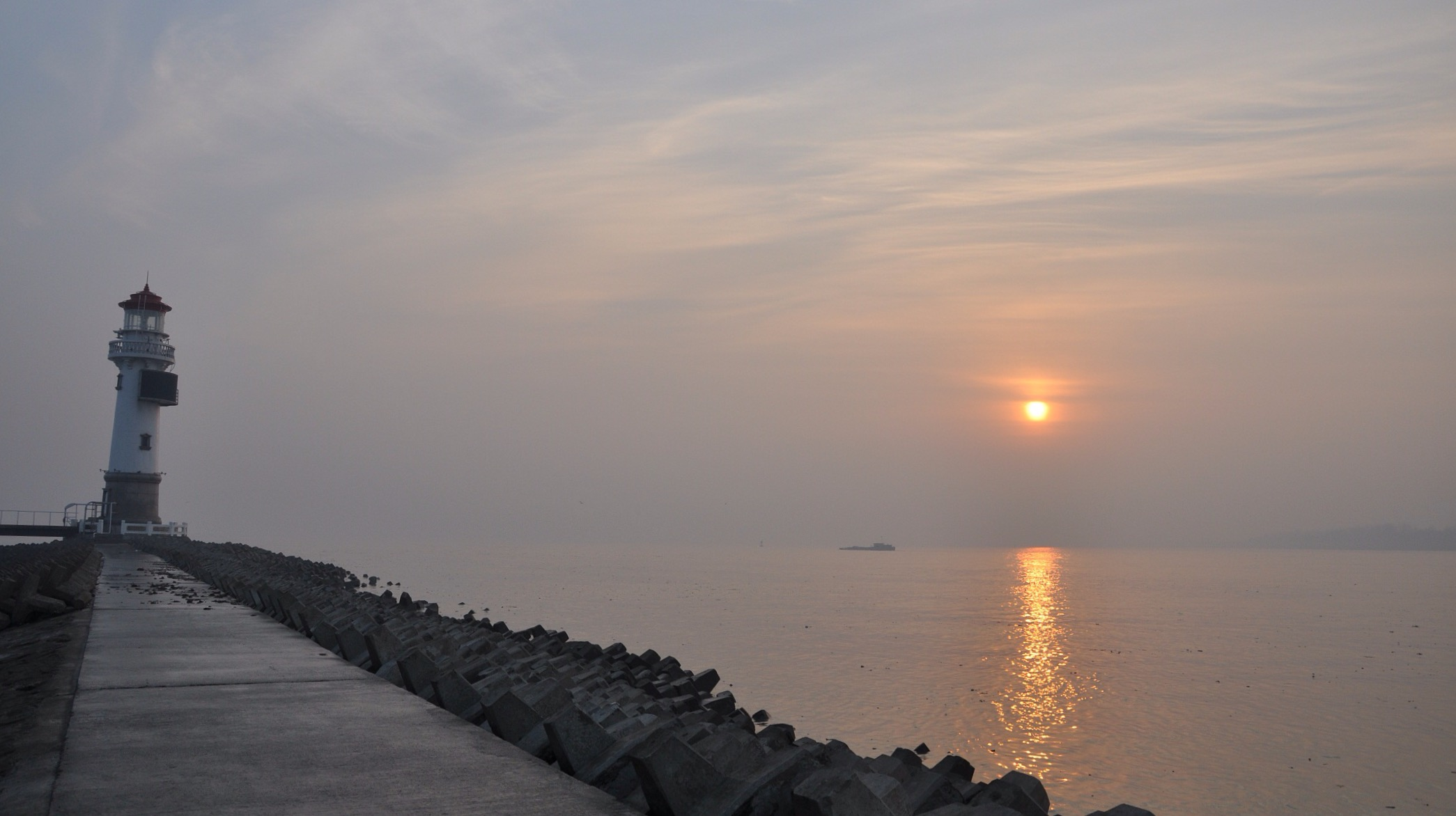
吴淞口

吴淞，民间通称吴淞镇，位于上海市宝山区。大致相当于今吴淞街道及附近一带的范围。历来为上海海上门户、对外贸易港口和兵家必争之地。向有“水陆要冲，苏松喉吭”、“重洋门户”、“七省锁钥”之称。清末以后所设的吴淞市、吴淞开埠工程总局、吴淞乡、吴淞商埠局以及吴淞区的驻地都设于此。吴淞东北境吴淞口有西炮台遗址，建有吴淞炮台湾湿地森林公园。南境有淞沪铁路吴淞站遗址。

## 名称由来
吴淞之地片，原名胡巷口、胡巷桥，清乾隆年间初有街肆，称胡巷桥镇。清雍正三年(1725年)吴淞营从宝山县城移于此名渐称吴淞。

## 历史
曾經是多次戰爭的戰場，現在鎮北還有吳淞西炮台遺址。

### 两次开埠
清同治、光绪年间，黄浦江渐淤，重载商轮无法顺利驶抵上海市区，只能在吴淞口起货转运，或用驳船驳运减载后乘潮涨时进出。英、美、法、日等国多次要求清政府准许其商人在吴淞设栈起货，将吴淞辟为租界。光绪二十四年（1898年），两江总督刘坤一上书清廷，请求将吴淞自辟为商埠，作为海关的分卡，添置检验货厂，就近起货，以应商情。清廷准奏。总理各国事务衙门规定：开埠地址北自吴淞炮台起，南至牛桥角止，蕰藻浜以北泗塘河为界，浜南以距黄浦江3里为界。刘坤一委海关道蔡钧为开埠督办。并没清查滩地局，负责界内清文会丈事宜。自强军营务处沈敦和勘定开埠地段，并拟订《吴淞开埠租买地亩章程》，自行筑路、设铺，作为中外公开商场。称为吴淞通商场。
光绪二十五年（1899年）开工筑路，两年间建成外马路（今淞浦路东段）、永清路（今淞宝路南段）、上元路（今塘后路）、金山路（已湮没）、常熟路（今水产路）、新宁路（今塘后支路）、民康路、镇海路（今东浦路）、中兴路（今北兴路）。以永清路为衔接街区的枢纽，并拆毁吴淞西炮台，又在镇西马路之端蕰藻浜上建大桥，以贯通南北交通。
光绪三十一年（1905年），上海设立黄浦河道局，对黄浦江进行疏浚，商船进出便利，外商营业重新集中于上海市区，原向吴淞口转移的趋势中止，以致吴淞埠工、升科、会丈等局先后撤销，吴淞开埠一事，因未获显著成果而中止。吴淞首次开埠结束。
民国九年(1920年)11月，江苏实业界筹备吴淞第二次开埠。民国十年（1921年）2月，设吴淞商埠局，由清末状元、南通实业家张謇出任督办。初定开埠区域南至闸北与租界毗邻，西至刘行、大场，北至采淘港。但因所定区域南界与沪北工部局辖区重叠引发纠纷，沪北工务局提出双方以鹅馋浦为界，经各方调停，最终大体确定以走马塘穿江湾镇，沿铁道至表长河为界。经三年筹备，完成全埠测量工作。民国十三年（1924年）因商埠局经费不足停办。

### 辛亥革命與反袁
1911年10月10日武昌首义爆發，陈其美、宋教仁等同盟会会员和上海士绅李平書等准备在上海发动起义。当时吴淞驻军中很多军官是湖南人，光复会成員李燮和利用同乡关系拉攏軍人。11月2日，李燮和要求吴淞巡警总队巡官黄汉湘發動起義。11月3日上午，黄汉湘邀请海巡盐捕营统领、吴淞警务区区长、商会会董、自治会议长等在吴淞警署会面，商议在复旦公学设置军政分府，要求各军易帜反清，并發放光复军白旗。吳淞炮台守官姜同梁等人表示同意，但五营统领梁敦焯向两江总督张人骏、江苏巡抚程德全告密。發送的电报被黄汉湘派人在电报局截获。黄汉湘立即宣布举事，革命党之後占领吴淞。吴淞军政分府成立，黄汉湘担任总司令。
上海光復后滬軍都督府成立，李燮和被解除沪军总司令职务。黄汉湘等人不服,拥立李燮和任吴淞军政分府都督。上海此時有2個都督。11月16日,章太炎从日本回国，下榻吴淞军政分府。章太炎劝李燮和改称总司令，李随之改称光复军总司令，设司令部于吴淞中国公学。1912年3月31日，吴淞军政分府撤销。
1913年，袁世凯派兵南下镇压國民黨。南方爆發反袁世凱的二次革命。7月16日，陈其美率起义者攻打在上海的江南制造局的袁军，四次没有攻下，退到吴淞口。居正率领陈其美旧部驻吴淞炮台。陈其美也将司令部移至吴淞。7月26日，袁军下令其海圻、海琛两只巡洋舰以及联琼号炮舰向吴淞炮台炮击。不過联琼号被击穿，扯白旗投降，另外两舰逃至浏河口。7月28日，肇和舰、镜清舰载着陆战队5000余人配合陆军攻打吴淞。不過讨袁军大半陣亡。吴淞讨袁失败。

## 军事
最早于明末形成“镇”建制，最初是海防前线。据《嘉定屠城纪略》载“初八日，清将李成栋偏裨将梁得胜等以百余艘载步骑二千镇守吴淞。……”，又有“……初，成栋至吴淞，明百户哈伯章首献军器、火药，三科武举冯嘉猷献吴淞远近地形、本所攻围守御之法。及成栋攻松江府，以嘉猷署吴淞总镇事；……”，也就是说冯嘉猷是担任清朝的第一任吴淞总镇事。

## 教育
清末民初，吴淞地区成为上海早期的高等学府较为集中的大学园区之一，外界稱之為「上海高等教育的摇篮」。吴淞地区曾开设的高等学校及专科院校主要有：
- 中国公学
- 复旦公学
- 同济医工专门学校（民国十二年改名为同济医工大学；民国十六年改名国立同济大学。）
- 国立政治大学
- 第四中山大学医学院
- 江苏省立水产学校
- 吴淞商船专科学校

## 交通
吴淞东境有吴淞客运站，客轮通崇明、长兴、横沙诸岛。淞兴路、淞滨路为商业街。同济路、逸仙路纵贯南北，长江路、泰和路横贯东西。上海轨道交通3号线淞滨路站位于境内。轮渡有三淞线通往浦东三岔港。

## 旅遊
2020年10月，吴淞滨江（長江沿岸）岸线贯通开放。吴淞滨江串聯起炮台湾湿地公园、宝山滨江公园、淞沪抗战纪念公园，同時位於上述三個公園的约2000亩景观绿化同步对外开放。 　